# Lactiplantibacillus plantarum
Lactiplantibacillus plantarum (anteriormente Lactobacillus plantarum) es una especie de  bacteria de la familia Lactobacillaceae, capaz de realizar la fermentación láctica, siendo una de las principales responsables del proceso produtivo del chucrut así como de otros alimentos. Es una bacteria grampositiva.
Comúnmente es encontrado en diversos productos fermentados y también se presenta en la saliva (de la cual es aislada). Tiene la habilidad de licuar la gelatina. El genoma de L. plantarum es una de los más conocidos entre las bacterias ácido lácticas.
La variedad Lactiplantibacillus plantarum 3547 (Lp3547) tiene aplicaciones en el campo de los alimentos probióticos, pudiendo ser publicitado como tal en la Unión Europea.

## Lactiplantibacillus plantarumcomo conservante en los alimentos
Entre la diversidad de microorganismos que se encuentran en los alimentos naturales o procesados, las bacterias lácticas conforman un grupo especial. Estas bacterias pueden localizarse en los alimentos como hábitat de forma natural, o bien añadidas intencionalmente con fines de conservación.
El efecto de inhibición de la bacteria se debe a factores como: reducción del pH, producción de ácidos orgánicos, producción de bacteriocinas y buena capacidad de adherencia a la mucosa intestinal de los mamíferos que le permite competir por espacio.
Lactiplantibacillus plantarum es una bacteria homofermentativa. Fermenta amigdalina, celobiosa, salicina, sacarosa, melezitosa y manitol, también melibiosis y rafinosa y a veces ramnosa. No fermenta inositol, sorbosa o glicerol.

## Aplicación de bacterias lácticas en productos cárnicos
El grado de crecimiento y la competitividad de una cepa o microorganismo son determinados por su adaptación a un sustrato y por otros factores intrínsecos y extrínsecos, incluyendo el potencial redox, la actividad de agua, el pH y la temperatura.
El crecimiento de Lactiplantibacillus plantarum se da entre 15° a 45° más no a 48°. Puede crecer hasta con un 4% de sales biliares y generalmente un 4% de NaCl.
Compuestos: ácido benzoico, ácido mevaloníco, lactona y metilhidantoina. 
El antagonismo que producen las bacterias lácticas se refiere a la inhibición de otros microorganismos (pueden ser patógenos) causada por la competencia de nutrientes y por la producción de metabolitos antimicrobianos. En los productos cárnicos fermentados y curados la producción de ácido láctico por parte de las bacterias lácticas, la sal, el nitrito y el nitrato, los azúcares aplicados en la salmuera, así como el proceso final de secado dan como resultado la disminución del pH y la actividad de agua del producto, y pueden actuar como antimicrobianos, estabilizando al producto y al mismo tiempo le confieren un aroma y sabor característico.
Microorganismos sensibles: Pantoea agglomerans y Fusarium avenaceum.